# کلاجان سادات
کُلاجان سادات، روستایی است از توابع بخش مرکزی شهرستان گرگان در استان گلستان ایران.
کلاجان سادات یک روستایی در غرب شهر گرگان واقع شده است و در دو طرف روستا پر از زمین های زراعی و باغات و کارخانه های بزرگ می باشد ، گل های زیبا و خیره کننده سر جاده این روستا چشم هر بیننده ای را مجذوب خود می کند. 
پیکره کلاه جان یک بنای تاریخی که عمر آن به 3000 سال می رسد و همچنان پابرجا است و چینه گاه گلی آن سالهاست که در زیر مشعل افلاکی و باران طغیان گرد دفاع می نماید و هیچگاه زانو به خاک نزده است ، با پا گذاشتن به حیاط مخروبه متحیر خواهید شد و از این بنای تاریخی زیبا لذت می برید.
در روستای کلاجان سادات یک درخت کهن 100 ساله وجود دارد که نظاره گر خاطرات و وقایع زیادی از تاریخ بوده است ، روستائیان به این درخت اعتقاد خاصی دارند و برای شفای بیماران خود به پای این درخت رفته و کمی مینشینند و تکه ای را به عنوان نزر به آن می آویزند و اگر به شاخه های آن بنگرید قطعا تکه پارچه های زیادی خواهید دید. 
با گذر در روستا به یک دو راهی خواهید رسید که سمت چپ آن به قبرستان و باشگاه والیبال روستا منتهی می گردد ، سمت راست نیز به دل روستا می رود و روبروی تان نیز یک فروشگاه زنجیره ای به مساحت 1000 متر مکعب قائم الزاویه است که پس از گذر از انجا به مسجدی می رسید که به نام مسجد کلاجان سادات مشهور است و بیش از 200 سال سابقه دارد و معماری خاص و عجیبی نیز دارا می باشد.
با گذر از زمین های زراعی به چشمه ای می رسید که آب گوارایی دارد و سنگ بزرگی نیز در میان آن قرار دارد و تاریخ این سنگ به 1000 سال می رسد و بارها مورد غصب روستاييان اطراف قرار گرفته ، ولي به دليل جادوئي بودن اين سنگ به طور ناباورانه اي به مكان اصلي خود باز مي گشت حال هم اين سنگ درجاي خود وجود دارد و شما ميتوانيد ان را ببينيد از زير اين سنگ چشمه هميشه جوشاني جاريست كه از آب اين بركه براي درمان بيماريهاي زيادي از جمله بيماريهاي استخاني استفاده ميشود ، هر روز روستاييان شاهد هجوم افراد زيادي هستند كه به بادو امده و براي درمان بيماريهاي خود وديگران از این برکه آب میگیرند.

## جمعیت
این روستا در دهستان روشن آباد قرار داشته و براساس سرشماری سال ۱۳۸۵جمعیت آن ۲۴۳ نفر (۵۸ خانوار) بوده‌است. البته در سال ۱۳۹۴ این اعداد به ۲۸۷ نفر افزایش پیدا کرد. کلاجان با جمعیتی بسیار کم کوچک‌ترین روستای منطقه می‌باشد. مردم کلاجان سادات به زبان مازندرانی صحبت می کنند.